# 市川團蔵 (初代)
初代 市川 團蔵（いちかわ だんぞう、貞享元年〈1684年〉 - 元文5年4月5日〈1740年4月30日〉）とは、江戸時代の歌舞伎役者。俳名は市紅、屋号は三河屋。紋は三升・三升に一引。

## 来歴
父は歌舞伎役者の松本四郎三郎。元禄6年（1693年）のころ初代市川團十郎の門人となり、市川段之助の名で舞台に立つ。この年の評には「芸に励みいわるることの葉の我も末には無類とぞおもふ」とあり、團十郎門下の若手として将来を嘱望されている。のちに團之助と改名する。元禄11年（1698年）の江戸中村座『関東小録』で市川團蔵と改名し、師譲りの荒事で人気を集める。正徳5年（1715年）頃、二代目市川團十郎とは不和になり三升紋に一を引くが、享保17年（1732年）には和解して定紋を元の三升に戻した。元文2年（1737年）11月、江戸河原崎座の『閏月仁景清』で景清と張飛役で初代團十郎生き写しと好評を得る。その3年後の春に中村座で演じた景清を最後の舞台として没した。
荒事・実事・敵役などをよくした。市川團蔵系統の祖でもある。弟に初代市川團三郎、子に二代目市川團蔵、養子に三代目市川團蔵がいる。初代の当たり役は六代目市川團蔵によって、家の芸として「古劇八種」としてまとめられた。